# سپیده‌دم فولادین
سپیده‌دم فولادین (به انگلیسی: Steel Dawn) یک فیلم سینمایی آمریکایی در ژانر اکشن و علمی تخیلی محصول سال ۱۹۸۷ به کارگردانی لنس هول با بازی پاتریک سوویزی، لیسا نیمی، کریستوفر نیم، بریون جیمز، آنتونی زربی و آرنولد وسلو است.

## خلاصه داستان
در یک جهان آخرالزمانی، یک جنگجوی سرگردان در بیابان با یک گروه از مهاجران برخورد می‌کند که توسط باند آدمکش که به دنبال منابع آّب آنها هستند، تهدید شده‌اند و…